# Тониатти, Андреа
Андреа Тониатти (итал. Andrea Toniatti; род. 13 августа 1992, Роверето, регион Трентино — Альто-Адидже, Италия) — итальянский профессиональный шоссейный велогонщик, стажёр команды Bahrain Victorious.

## Достижения
2009
- 2-й на Tre Ciclistica Bresciana — ГК
  - 1-й на этапе 2

2013
- 1-й на этапе 3 Giro della Valle d'Aosta
- 1-й на Ruota d'Oro

2014
- 2-й на Ruota d'Oro

2012
- 2-й на Gran Premio di Poggiana
- 6-й на Piccolo Giro di Lombardia (U-23)
- 6-й на Giro del Medio Brenta

2015
- 5-й на Giro del Medio Brenta

2017
- 1-й на GP Laguna
- 1-й на Trofeo Alcide Degasperi

| ГК | Генеральная классификация |